# 堀越氏
堀越氏（ほりこしし）は、清和源氏義国流、足利氏の一門今川氏の一派で、初代は今川貞世（了俊）である。遠江を本拠地とし当初は遠江守護職であったため、駿河今川氏に対して遠江今川氏とも呼ばれる。
また、瀬名氏（せなし）も堀越氏と同じ系統の一族のため本稿で合わせて記述する。

## 堀越氏（遠江今川氏）
南北朝時代に活躍した今川貞世（了俊）は九州探題の要職にあったが、失脚し遠江・駿河国の半国守護となった。さらに応永の乱の懲罰で、遠江国堀越郷（静岡県袋井市）を喝命所として与えられた。さらに貞世の家には今川の性を称することが禁じられたため、貞世は「堀越」の名字を称した。貞世の孫である貞相の代で許され、今川の名字を再び称するようになった。
長禄3年（1459年）、第5代範将は当時の遠江守護であった斯波氏と対立し、中遠一揆と呼ばれる反乱を起こしたが鎮圧され、その中で戦死した。これにより所領が室町幕府に没収されたが、範将の子・貞延に再び与えられている。
文明7年（1475年）、貞延は駿河今川氏当主の今川義忠と共に挙兵し斯波氏と戦ったが、中途で戦死した。貞延の長男・一秀は瀬名郷を与えられて瀬名姓を、次男・貞基は堀越郷に因んで堀越姓を名乗った。これらの過程を経て、また元々同族という事もあり、他の遠江の諸勢力と共に隣国の駿河今川氏の影響下に入っていくこととなる。
天文5年（1536年）、駿河今川氏の家督相続争い（花倉の乱）が起きると、貞基・氏延親子は玄広恵探を擁立する勢力に加担し、栴岳承芳（今川義元）と対立した。結果は玄広恵探側が敗れたため、一旦逼塞する。堀越氏は河東の乱で同じ遠江の井伊氏・堀越貞基の舅である小田原北条氏の氏綱らと組んで駿河挟み撃ちで巻き返しを図るも、駿河今川氏と北条氏の間に武田氏が介入し、停戦となったため、今川氏に所領を大きく奪われてその力を減らした。徳川家康の正室築山殿は貞基の外孫にあたる。
氏延の嫡男と推定される堀越六郎は北条氏綱の娘・高源院（崎姫）を妻としており、河東の乱で堀越氏が没落すると、高源院は六郎の子を連れて伊豆国に逃れた（六郎自身の消息は不明であるが、天文15年生まれと推定される娘がいることや高源院が弘治3年に菩提寺の建立に動いていることから、天文後半から弘治年間に没年の限定は可能）。六郎の子は今川氏・堀越氏と同族である関東吉良氏の吉良頼康（妻は高源院の姉妹）の養子に迎えられ、吉良氏朝と称した。堀越氏の嫡流である氏朝が吉良氏を相続した後も堀越氏の活動がみられることから、系譜上に登場する氏延の弟とされる堀越貞朝が同氏を相続し、その際に再び「今川」の名字を禁じられたとする説も唱えられている。
永禄3年（1560年）の桶狭間の戦いを契機に駿河今川氏が混乱すると、再度駿河今川氏に対し反発を強めたらしく、前述の貞朝が遠州忩劇で滅ぼされたとする説がある。
その後の今川氏の没落と三河の徳川氏の遠江侵攻により、徳川氏の勢力下に入ってゆくことになる。

### 旗本堀越氏
『寛政重修諸家譜』（以下『寛政譜』）によれば、遠江堀越氏を称する堀越定次（堀越貞吉）が徳川家康に仕え、子孫が旗本として続いている。
『寛政譜』編纂時に堀越家から提出された系譜によれば、堀越貞基の子・堀越氏延は、今川家が没落したのち上野国新田に寓居していたが、文禄元年（1592年）に徳川家康にまみえた。氏延の子が貞吉であるという。ただし『寛永諸家系図伝』（以下『寛永譜』）では先祖の系譜が異なっているといい、『寛政譜』本文では、上野国小泉城主富岡主税助に仕えた堀越佐渡守定久から始まる系譜を採っている。定久の子・堀越伊予守定吉が菅沼定利に附属し、定吉の子が堀越定次である。
堀越定次は文禄2年（1593年）に家康に拝謁、当初菅沼定利に属して九戸政実の乱にも出陣したが、慶長7年（1602年）に定利が没すると家康の命によって忍城の城番を務めた。定次は寛永2年（1625年）に致仕したが、長男の堀越貞勝が翌寛永3年（1626年）から、二男の堀越定正が寛永11年（1634年）から、それぞれ忍城城番を務めている。堀越貞勝・定正の兄弟は寛永17年（1640年）に江戸に召し出され、『寛政譜』編纂時には貞勝・定正の子孫がそれぞれ旗本として存続している。
前述のように堀越氏延の嫡流は孫の氏朝の代に関東吉良氏を継承して、江戸時代には旗本・蒔田氏として存続している。

### 略系譜
```
貞世
（了俊） ─ 
貞臣（義範）
 ─ 
貞相
 ─ 
範将
 ─ 
貞延
 ─ 
貞基
 ─ 
氏延
 ─ 六郎某 ─ 
吉良氏朝
（関東吉良氏）
```

## 瀬名氏
遠江今川家である堀越氏の分流。斯波氏との争いで戦死した堀越貞延の長男・一秀が瀬名郷（現在の静岡市葵区瀬名）を与えられたのが始まり。
今川一門として幼少の今川氏親を補佐し、家督相続を助けたことから駿河今川氏の家臣となる。徳川家康の正室築山殿は氏貞の孫にあたる。氏俊は今川氏親の娘を娶って今川氏の姻戚となり結びつきを強めたが、河東の乱では堀越氏に同調して今川氏から離反したらしく、慣例に従って主君今川義元から今川氏の通字である「氏」の字を与えられて初名の貞綱から氏俊と改名するのが弘治年間以降になるなどの扱いを受けている。
永禄3年（1560年）、今川義元の尾張遠征に従軍するが桶狭間の戦いにおいて敗退し、永禄11年（1568年）、武田氏の駿河侵攻の際には今川氏から離反する。
政勝は武田氏滅亡後武田遺領を確保した徳川氏に仕え、以後江戸幕府の旗本として存続した。その子孫としては陸軍の草創期に活躍した陸軍少将瀬名義利がいる。

### 旗本瀬名氏
『寛政譜』では瀬名氏が遠江今川氏の本流として位置づけられており、今川貞世以来の系譜は瀬名氏の項（『寛政譜』巻九十五）に掲出されている。
瀬名政勝が家康に仕え、小牧の戦いや関ケ原の合戦に従軍、300石の知行を得た。瀬名清貞のとき加増を受け知行500石。一時切米に置き換えられたが、家を継いだ四男・弌明のときに知行取に戻っている。瀬名貞雄は故実家として知られ、『御九族記』や『藩翰譜続編』の編纂に関わった。また、今川一族の由緒を記した「今川一苗之記」を著している。
瀬名清貞の長男・瀬名貞正は徳川綱重の傅となり、甲府徳川家の小姓組番頭などを務めて、知行は1700石まで加増された。家を継いだ子の瀬名信秀は、妻の実家である神部家に連座して閉門処分中に死去し、いったんは家が絶えたが、貞正の功績によって他家から養子を迎え、貞正の養老料（切米300俵）を継がせることが許された。こうして跡を継いだのが瀬名貞隅（西山昌春の五男）で、徳川家宣に従って幕臣となり、のちに知行500石を得た。また、貞正の三男・瀬名信次が別家を立てている。
瀬名政勝の弟にあたる今川貞国は、武田勝頼の後室（北条夫人）の養子と称しており（母（葛山氏元の娘）が懐妊した際にそのような約束が結ばれたという）、家康に仕えて知行200石を得た。貞国は「今川」の苗字を称したが、寛文6年（1666年）に今川氏堯が「今川の苗字を名乗ることができるのは宗家のみ」という室町時代以来の由緒を訴えて認められたため、貞国の子・貞利は苗字を瀬名に戻した。貞利の子・瀬名義行は御小納戸頭まで務め布衣も許されたが、元禄2年（1689年）、当番日に出仕せず、遊所で「不作法の始末」があったことが露見。これが身分をわきまえない曲事として咎められ、本人は切腹、息子2人も死を賜って家は絶えた。貞利の弟・広国が別家を立てており、この家は『寛政譜』の時点でも存続している。

### 略系譜
```
堀越貞延
 ─ 
一秀（義秀）
 ─ 
氏貞
 ─ 
氏俊
 ─ 
氏詮
 ─ 
政勝
 ─ 
清貞
 ─ 
弌明
 ＝ 
俊光
 ─ 
貞雄
 ─ 
貞如
```